# Francis Willoughby de Parham
Francis Willoughby de Parham (1605 - 23 Julho 1666) foi um nobre Inglês. Willoughby era um promotor da causa parlamentar durante a Revolução inglesa, mas depois torna-se realista. Ele foi duas vezes governador das colônias britânicas do Caribe.

## Biografia
Willoughby foi representante do rei Carlos II da Inglaterra, em Barbados e Suriname, pela primeira vez, durante a Primeira Revolução Inglês e, posteriormente, durante a Restauração Inglês.

### Comandante forças Parlamentar
Quando em 1642 o rei emitiu sua "Comissão de Array" para formar um exército leal, Willoughby rejeitou seu apelo e, em vez assumiu o comando de um comandante de regimento de cavalaria que responderam ao Parlamento, o conde de Essex. Em janeiro de 1643 foi promovido a comandante de Lincolnshire.
Em 16 de julho do mesmo ano, ele conduziu suas tropas em um ataque surpresa em Gainsborough, aproveitando a cidade. Diante de contra-ataque, os soldados Willoughby lutou ao lado de pessoas que responderam a Oliver Cromwell para conter o ataque de uma grande força mais realista. O corpo principal do exército parlamentar retirou-se para Boston com apenas duas vítimas.
Em setembro daquele ano, Willoughby era um comandante subordinado, sob o comando do conde de Manchester e Cromwell. Willoughby lutou na Batalha de Winceby em novembro e aceitou a rendição do castelo de Bolingbroke.
Relacionamento de Willoughby com os parlamentares foram se desenrolando em 1644. Em março, ele juntou-se Sir John Meldrum em atacar Newark, cujo fracasso foi atribuído em parte a uma falta de vontade de Willoughby a receber ordens de Meldrum. Willoughby argumenta com o Manchester e é forçado a pedir desculpas para a Câmara dos Lordes. Não só isso, mas Cromwell considerado apropriado para reclamar sobre a conduta de soldados em Willoughby.
Nos próximos anos, Willoughby tornou-se líder Presbiteriana força no Parlamento, se opôs à formação do "New Model Army" e foi eleito presidente da Câmara dos Lordes, em julho de 1647. No entanto, quando o exército tomou Parlamentar de Londres, em setembro, Willoughby foi preso por quatro meses junto com seis companheiros, foi liberado mais tarde sem acusações, fugiu para a Holanda para se juntar aos monarquistas.

### Suporte para a causa monarquista
Agora abraçou a causa real, e foi promovido a vice-almirante Willoughby responder ao Duque de York, uma decisão que pode ter sido levado para gerar simpatia entre os escoceses e presbiterianos. Também atribuiu responsabilidades na invasão da Inglaterra 1648 pelo Príncipe de Gales. Ele, então, dá o seu comando naval do Príncipe Rupert do Reno Quando o Parlamento confisca sua propriedade, ele se mudou para o Caribe.
Rei Carlos II nomeou-o governador de Barbados. Chegar a Barbados e toma posse em Maio de 1650 e está a gerir a política tensas da ilha, que também sofreu uma divisão entre monarquistas e parlamentares. Durante este tempo Willoughby também enviou um pequeno grupo para o Suriname colonizador, estabelecido Fort Willoughby (agora Paramaribo) nomeado em sua honra.
Em 25 de outubro de 1651, um grupo de sete navios em Comodoro George Ayscue atingiu Barbados, exigindo entregar a ilha "para ser usado pelo Parlamento da Inglaterra." Resposta de Willoughby (dirigida à "Sua Majestade navio Rainbow") foi inflexível, declarando que "não reconhece qualquer autoridade suprema sobre a Inglês, exceto para o rei." Com cerca de 400 cavaleiros e 6.000 milicianos estavam prontos para resistir a qualquer tentativa de coação.
Durante o mês de Barbados foi bloqueado. No início de dezembro, com a causa monarquista derrotado em Inglaterra, Ayscue inicia uma série de ataques contra as fortificações da ilha, recebendo reforços de um grupo de treze navios indo para Virginia. Em 17 de dezembro, uma força de mais de 1.000 militantes de Barbados foi derrotado por um dos destacamentos de Ayscue. Governador Willoughby tenta parar a propagação de simpatia por deputados pendurados dois militantes que querem passar os lados e proibir a leitura dos documentos que bloqueavam frota. Os monarquistas resistiram por várias semanas até que um de seus próprios comandantes Willoughby correu para o lado do Parlamento. Uma batalha foi evitada após uma semana de chuva, então Willoughby, talvez vendo a inutilidade de sua causa, busca negociações. Ele foi substituído como governador, mas Barbados e realista que não tinha sido punido. Além disso, Willoughby foi restaurado para a posse de suas propriedades na Inglaterra, retornando para a Inglaterra, em agosto de 1652.

### Anos finais
Enquanto ele foi preso duas vezes durante o protetorado por participar de intrigas monarquistas, Willoughby sobreviveu ao tempo de Cromwell e depois da Restauração, em 1660 foi nomeado para um cargo de governador no Caribe, gestão colônias Saint Kitts, Nevis, Montserrat e Antigua.
Em junho 1664 uma expedição de Barbados contra a pequena guarnição francesa em Santa Lucía, expulsando os franceses sob o pretexto de que um Carib meia-natal tinha "vendido" para a Inglaterra e estabeleceu uma colônia de Inglês há que durou efêmera.
Durante a Segunda Guerra Anglo-Holandesa, Willoughby envolveu-se em uma outra expedição, navegando até a ilha holandesa de Tobago, em julho de 1665. Há uma força comandada pelo corsário Inglês saques Searle Robert colonial, termina destruição e instalado uma guarnição de 50 homens para manter a ordem.